# وزير (فلم)
وزير (بالإنجليزية:  Vizier) هو فيلم إثارة هندي، من إنتاج عام 2016 من إخراج بيچوى نامبيار وإنتاج فيدو فينود تشوبرا. من تأليف وتحرير أبهيجات جوشي وتشوبرا، قام ببطولتا الفيلم فرحان أختار وأميتاب باتشان إلى جانب أديتي راو هيداري وماناف كاول ونيل نيتين موكيش. يظهر جون أبراهام بشكل خاص. تمت كتابة حوار الفيلم والحوار الإضافي من قبل أبهيجيت دشباندي وغزال ضاليوال على التوالي. كان يتألف الموسيقى عن طريق العديد من الفنانين بما في ذلك شانتانو مويترا، عنكيط تيواري، أدفياتا، براشانت بيلاي، روشاك كوهلي وغوراف جود كيندي، مع النتيجة خلفية ألحان روهيت كولكارني.عمل سانو فارغيز كمصور سينمائي للفيلم.
استنادًا إلى قصة أصلية من تأليف شوبرا، يتابع وزير قصة ضابط في فرقة مكافحة الإرهاب موقوف العمل ويصادق لاعب شطرنج يستخدم كرسيًا متحركًا. جاءت فكرة الفيلم إلى تشوبرا في التسعينيات وبدأ في كتابته باللغة الإنجليزية مع جوشي على مدار أربع سنوات بدءًا من عام 2000. كان من المفترض أن يكون أول فيلم في هوليوود تشوبرا، حيث لعب داستن هوفمان دور البطل. ومع ذلك، توفي منتج الفيلم وتم تعليق الفيلم لمدة ثماني سنوات تقريبًا، أعاد تشوبرا وجوشي كتابة السيناريو لاحقًا حتى يمكن إنتاجه كفيلم هندي، بدأ التصوير الرئيسي في 28 سبتمبر 2014.
افتتح وزير في 8 يناير 2016 لمراجعات متباينة إلى إيجابية من النقاد الذين أشادوا بشكل خاص بمشاهد الحركة وعروض كل من باتشان وأختار، لكنهم انتقدوا الطبيعة المتوقعة للفيلم. حقق الفيلم أداءً جيدًا في شباك التذاكر، حيث حقق إيرادات عالمية تقريبية بلغت 78.69 كرور روبية 12 مليون دولارًا أمريكيًّا.

## قصة الفيلم
ضابط فرقة مكافحة الإرهاب دانش علي (فرحان أختار) يعيش مع زوجته روحانا (أديتي راو هيداري) وابنته الصغيرة نوري. في أحد الأيام، بينما كان داانيش يقود سيارته مع زوجته وابنته، اكتشف الإرهابي فاروق رامز ويلاحقه. قُتلت نوري في تبادل لإطلاق النار الذي أعقب ذلك بينما كان رامز يهرب. تحطمت روحانا وتلقي باللوم على دانيش في وفاة نوري. قتل داانيش في وقت لاحق رامز خلال عملية للشرطة، مما أثار غضب كبار السن الذين أرادوا رامز حيا لمعرفة السياسي الذي سيقابله.
يوشك داانيش الحزن على الانتحار عند قبر نوري عندما تظهر شاحنة غامضة، تنطلق عندما يصرخ داانيش عليها. يجد دانش محفظة ملقاة في مكان الشاحنة، ويذهب لإعادتها، ويلتقي بمالكها، وهو سيد شطرنج معاق يُدعى بانديت أمكار ناث دهار (أميتاب باتشان)، الذي تبين أنه كان مدرس شطرنج لنوري. يبدأ بانديت في تدريس لعبة الشطرنج الدنماركية ويخبره عن نينا، ابنة بانديت التي توفيت أيضًا، كانت نينا (فايدي باراشورامي) تعلم الشطرنج لروهي (مازل فياس)، ابنة الوزير الحكومي، يزاد قريشي (ماناف كاول)، وقد سقطت من على درج منزل قريشي وتوفيت. بانديت مقتنعة بأن وفاتها لم تكن مصادفة، في حيرة ومذهلة، يحاول «دانيش» مقابلة قريشي، لكن رجال الشرطة في مكتب الوزير يهددونه بالاعتقال. قابلت داانيش روحي في وقت لاحق في مدرستها لتسألها عن نينا، لكن قريشي أخذ روحي بعيدًا وهددها لتحدثها مع دانش. في تلك الليلة، تعرض بانديت لهجوم وحشي من قبل وزير (نيل نيتين موكيش)، قاتل محترف أرسله قريشي، الذي حذر بانديت ودانيش بالتوقف عن مطاردة قريشي.
يغادر بانديت إلى كشمير، حيث يتجه قريشي وزير يدعو دانيش ويهدد بقتل بانديت هناك يطارد «دانش» بشكل محموم شاحنة بانديت، لكن «وزير» يفجرها، مما أسفر عن مقتل «بانديت» مصممًا على الانتقام واكتشاف من هو الوزير، يضع دانش خطة مع مدير الشرطة فيجاي مالك (جون أبراهام) لسحب الوزير، أثناء حديث قريشي، قام مالك بتفجير متفجرات مخبأة في ثريا فوق المنصة، مما تسبب في حالة من الذعر، وعرقلة الشرطة لإعطاء دانيش وقتًا للتصرف، يهرب قريشي وسط الارتباك ويذهب إلى حيث يقيم هو وروحي، لكن دانيش اقتحم المكان وسأله عن وزير. يدعي قريشي أنه لا يعرف أي شخص يُدعى وزير، عندما كشفت روحي الباكية لدانيش أن قريشي ليس والدها، إنه في الواقع أحد المسلحين الذين ذبحوا قريتها بأكملها وانتحلوا دور والدها عندما وصلت قوات الجيش الهندي. أخبر روحي نينا بذلك، فقتل قريشي نينا ونظمه كحادث. يدرك دانيش أن رامز والإرهابيين الآخرين جاءوا لمقابلة قريشي فقتله.
بعد بضعة أيام، أثناء مشاهدة مسرحية روحانا - المبنية على لعبة الشطرنج والمخصصة لبانديت، أدرك دانش أن بانديت كان في الواقع «بيدق ضعيف» في المسرحية كان صديقًا لـ «رخ قوي» (داانيش) الذي سيقتل «ملكًا شريرًا» (قريشي) لينتقم. صدمت دانش من هذا، وعثرت على مدبرة منزل بانديت، التي تقول إنها لم ترَ وزيرًا بالفعل في الليلة التي هاجم فيها بانديت، لكنها تتذكر تعليمات حول محرك أقراص يو إس بي أخبرها بانديت أن تعطيه لدانيش إذا جاء يبحث عن وزير أصلا. يحتوي محرك القلم على مقطع فيديو لبانديت، الذي يوضح أن الوزير لم يكن موجودًا أبدًا، لقد كان مجرد شخصية ابتكرها بانديت، الذي كان يعلم أنه بسبب إعاقته، كان عاجزًا عن قريشي الذي يريد الموت. أسقط بانديت محفظته عمدًا بالقرب من قبر نوري حتى يتمكن دانش من العثور عليها ويصادقها. كانت الجروح التي أصيب بها بسكين من هجوم الوزير ذاتية، وقد استخدم التسجيلات الصوتية لالتقاط صورة وزير على الهاتف. ضحى بانديت بنفسه لضمان أن يقتل دانش قريشي وينتقم لكليهما. بعد أن اهتزت من الوحي، توحد دانش وروحانا.

## طاقم التمثيل
- فرحان أختار بدور داانيش علي، زوج روحانا.
- أميتاب باتشان بدور بانديت أومكار ناث دهار، صديق داانيش ووالد نينا.
- أديتي راو حيدري بدور روحانا علي، زوجة دانيش.
- ماناف كاول بدور يزاد قريشي.
- نيل نيتين موكيش بدور الوزير.
- جون أبراهام كمشرف على الشرطة (إس بي) فيجاي ماليك.
- براكاش بلاوادي نائبا لمفوض الشرطة.
- فيديهي بيرا شورامي في دور نينا دار، ابنة بانديت أومكار ناث دهار.
- أنجم شارما بدور سرتاج سينغ، زميل دانش.
- ناصر قاضي في دور رامز.
- مورالي شارما بدور ماهيش.
- نيشيجاندا واد بدور والدة روهانا.
- سيما بهارجافا بدور بامي، مدبرة منزل بانديت.
- افتار جيل مثل جي بي سينغ، مفوض الشرطة.
- مازل فياس بدور روحي.
- جارجي باتيل كمدير روحي.
- ريم شيخ في مظهر حجاب.

## الإنتاج

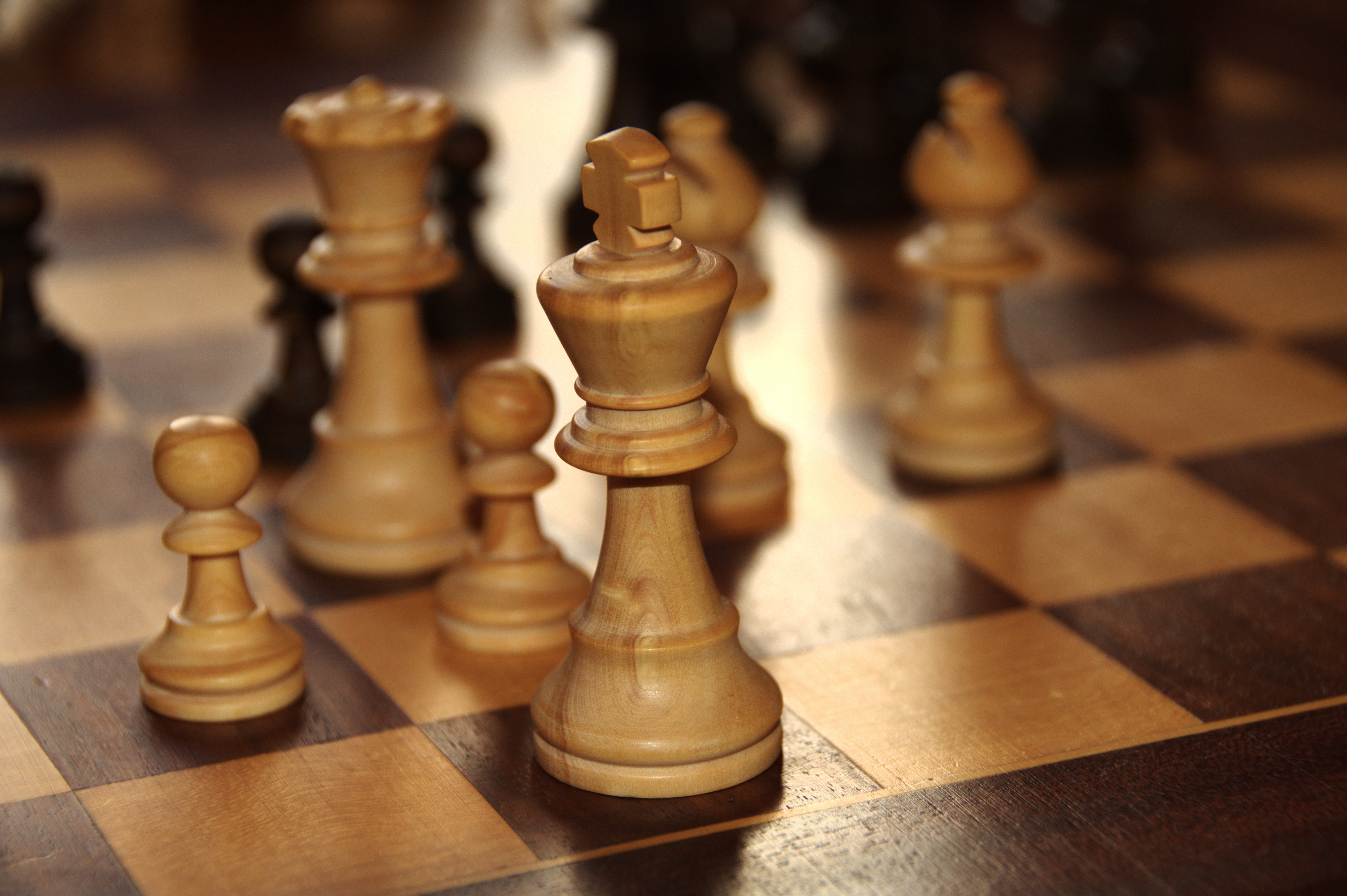
يستخدم الفيلم لعبة الشطرنج كاستعارة.

### التطوير
جاءت فكرة وزير إلى فيدهو فينود تشوبرا بعد مقتل لاعب كرة الريشة سيد مودي في 28 يوليو / تموز 1988 في لكناو. ومع ذلك، قالت تشوبرا أن الفيلم مختلف تمامًا عن الحادث. عندما التقى تشوبرا بالكاتب المشارك في النهاية أبهيجات جوشي في عام 1994، أخبره عن فكرة وضع فيلم مثير حول لاعبي شطرنج. وصفت تشوبرا الشخصيتين بأنهما «راكيش ماريا وفيسواناثان أناند يلعبان الشطرنج». تم كتابة السيناريو لاحقًا من قبلهم في أربع سنوات، بين عامي 2000 و 2004. كان من المفترض أن يكون أول فيلم في هوليوود تشوبرا، حيث لعب داستن هوفمان دور البطل. في عام 2005، توفي منتجهم روبرت نيومير فجأة وتم وضع النص على الرف.
شاهدت شوبرا فيلم بيجوي نامبير لعام 2013، ديفيد (فيلم هندي 2013)؛ لقد تأثر بشكل خاص بأجزاء الأبيض والأسود منه. اتصل تشوبرا لاحقًا بنامبيار وأبدى رغبته في العمل مع المخرج؛ كان لدى شوبرا مخبأ من النصوص غير المصقولة، واختار نامبيار الشطرنج. ثم أمضى تشوبرا وجوشي عامين في كتابة نسخة هندية منه.
استشار كل من شوبرا وجوشي خبراء الشطرنج من أمريكا للفيلم. قام بالتصوير السينمائي للفيلم سانو فارغيز، الذي عمل سابقًا مع نامبيار على ديفيد . تم تعديل قصة الفيلم باستمرار خلال فترة التحرير التي استمرت سبعة أشهر. كما عمل كلا المؤلفين كمحررين. كانت هذه هي المرة الأولى منذ تصويره باريندا عام 1989 التي يحرر فيها شوبرا فيلمًا. جوشي، الذي حرر للمرة الأولى في «وزير»، يعتقد أن «الفيلم أعيد كتابته على طاولة التحرير». تم استخدام المؤثرات البصرية لإخفاء ساقي باتشان، لجعلها تبدو وكأنها انتهت تحت الركبتين. مر صناع الفيلم من 40 إلى 50 كرسيًا متحركًا للعثور على كرسي مريح لباتشان خلال التصوير الطويل. عناوين العمل للفيلم كانت دو و إيك أور إيك دو، وحصل على لقبه الأخير، وزير في أكتوبر 2014،  بناءً على شخصية هذا الاسم في الفيلم.

## التصوير
بدأ التصوير الرئيسي في 28 سبتمبر 2014 في مومباي. كما تم تصوير أجزاء من الفيلم في دلهي. تدعي شوبرا أن «بعض أفضل الخطوط في الوزير مرتجلة» على موقع التصوير، بما في ذلك نكتة عن الفودكا الروسية وفتيات روسيات بين باتشان وأختار. قام أختار بأعماله المثيرة في الفيلم. أكمل جدوله في مارس 2015 في سريناغار، بينما صور باتشان مشاهده المتبقية في الشهر التالي.

## مؤثرات بصرية
أزيلت ساقا أميتاب باتشان من أسفل الركبة في الفيلم باستخدام المؤثرات البصرية لإظهار إعاقة له، كان يرتدي جوارب سوداء عليها علامات أثناء التصوير للمساعدة في إنشاء التأثيرات في نهاية المطاف. لم يكن تشوبرا سعيدًا بالتأثيرات الأولية للعمل على الساقين، لذلك قام بإجراء تغييرات لتحسين النتائج.

## الإطلاق
كان من المقرر في البداية إطلاق فيلم «وزير» في منتصف عام 2015، وتم إرفاق أول إعلان تشويقي من الفيلم بـ بي كي (فيلم) (2014). تم نقل تاريخ الإصدار المخطط له إلى 2 أكتوبر ثم إلى 4 ديسمبر،  ولكن تم إصداره في النهاية في الهند وفي جميع أنحاء العالم في 8 يناير 2016. حصل الفيلم على شهادة «يو أي» بدون أي تخفيضات من قبل المجلس المركزي لتصديق الأفلام. تم إصدار الملصق الأول للفيلم في 15 نوفمبر 2015 عبر حسابات باتشان وأختار على تويتر، وكشف كل منهما عن مظهر الآخر من الفيلم. تم إصدار المقطع الدعائي الرسمي للفيلم في 18 نوفمبر. عرضت شوبرا الفيلم الكامل لما يصل إلى 70 مبرمج وموزع أفلام هندي.
في الدعاية قبل إطلاق سراحه، قال نامبيار، "إن اختيار السيد باتشان، الذي يتمتع بمثل هذه الشخصية القوية، وتقليصه على كرسي متحرك، كان مهمة كبيرة بالنسبة لنا لنعتاد عليها، أدان جافيد عبيدي، مؤسس مجموعة حقوق المعوقين، هذه الملاحظة باعتبارها "مهينة ومتعالية للغاية". اعتذر نامبيار لاحقًا عن إيذاء مشاعر أي شخص. تم إصدار الفيلم على قرص دي في دي في 25 مارس 2016 وهو متاح أيضًا على نتفليكس.

## شباك التذاكر
كان فيلم «وزير» أول فيلم هندي في العام حصل على ما مجموعه 55.7 مليون روبية هندية (920٬000 دولار أمريكي) في 8 يناير 2016، يوم افتتاح إطلاقه في شباك التذاكر المحلي، والكثير منه من مومباي، بيون، دلهي منطقة العاصمة الوطنية (الهند)و أوتار براديش الدوائر. كان للفيلم افتتاح معتدل في شباك التذاكر في الخارج في يومه الأول، وجمع 40 مليون روبية هندية (660٬000 دولار أمريكي) .
زادت الإيرادات المحلية في اليومين التاليين من عطلة نهاية الأسبوع الافتتاحية للفيلم. في اليوم الثاني، حصل الفيلم على 70 مليون روبية هندية (1٫2 مليون دولار أمريكي)،  وجمع 82.4 مليون روبية هندية (1٫4 مليون دولار أمريكي) في المركز الثالث، لإجمالي افتتاح عطلة نهاية الأسبوع من 210 مليون روبية هندية (3٫5 مليون دولار أمريكي). يوميا انخفضت الإيرادات الدولية مع تقدم عطلة نهاية الأسبوع، مع إجمالي تحصيلات الخارج على ارتفاع روبية 73.6 مليون روبية هندية (1٫2 مليون دولار أمريكي) بعد يومين،  و 105 مليون روبية هندية (1٫7 مليون دولار أمريكي) بعد ثلاثة.
حصل وزير على 301 مليون روبية هندية (5٫0 مليون دولار أمريكي) في شباك التذاكر المحلي في أسبوعه الافتتاحي، و 142 مليون روبية هندية (2٫4 مليون دولار أمريكي) في الأسواق الخارجية، ليصبح المجموع مدة أسبوع واحد من 443 مليون روبية هندية (7٫4 مليون دولار أمريكي). استعاد الفيلم ميزانية إنتاجه 350 مليون روبية هندية (5٫8 مليون دولار أمريكي) في الأسبوع الأول. جمع وزير 62.9 مليون روبية هندية (1٫0 مليون دولار أمريكي) الإيرادات المحلية في عطلة نهاية الأسبوع الثانية، لتصبح في النهاية أول ضربة لعام 2016 في شباك التذاكر الهندي. بحلول نهاية مسيرته المسرحية التي استمرت خمسة أسابيع، حقق الفيلم ما يقدر بـ 586 مليون روبية هندية (9٫7 مليون دولار أمريكي) محليًا و 201 مليون روبية هندية (3٫3 مليون دولار أمريكي) دوليا، ليصل المجموع في جميع أنحاء العالم تقريبي من 787 مليون روبية هندية (13 مليون دولار أمريكي).

## وصلات خارجية
- وزير  في قاعدة بيانات الأفلام على الإنترنت (بالإنجليزية)
- وزير في بوليوود هانجاما